# Бродівський єврейський цвинтар
«Новий» єврейський цвинтар — єврейський цвинтар у Бродах, Львівської області.
Один з найбільших єврейських цвинтарів на теренах України, яке займає приблизно 10 га. За проведеними дослідженнями вияснили, що на кладовищі є більше 8000 поховань, з них цілих неушкоджених стел — 5477.

## Історія
1831 р. у зв'язку із поширенням у краї епідемії холери, австрійська влада змусила місцевих юдеїв закласти новий, третій за рахунком цвинтар, на значній віддалі від міста. Відповідно, юдеї придбали ділянку за два кілометри на північ від центральної частини Бродів, в урочищі Вапельня, що тоді належала до підміського села Малі Фільварки. Новий юдейський цвинтар діяв понад 110 років аж до часів Голокосту.
Новий юдейський цвинтар у Бродах має форму дещо неправильного прямокутника, який буквально врізається в розташований із заходу та півночі лісовий масив. Розміри пам'ятки приблизно сягають: зі сходу на захід 500 м, а з півдня на північ — 150 м. Правда, територія цвинтаря так і не була повністю використана, тому регулярні поховання тягнуться зі сходу на захід лише на відстані близько 350 м. Загальна площа території об'єкта становить близько 8 га, а ділянки з регулярними похованнями трохи більше, ніж 6 га, тобто понад 75 % загальної площі.
Умовно територію цвинтаря можна поділити на 4 основні частини. Найбільша з них, найголовніша, налічує 125 пронумерованих зі сходу на захід рядів, кожен з яких тягнеться з півдня на північ із легким відхиленням на північний схід. Поміж цими рядами є ще 35 додаткових рядів. Друга частина прилягає до головної частини з південного сходу і знаходиться безпосередньо на початку цвинтаря. Вона налічує 16 непронумерованих рядів, а її головним об'єктом є огель (в перекладі з івриту «шатро») — надбудова над похованнями хасидського цадика Хаїма Давіда бен Йосефа та його дружини Адель, які померли у 1931 р.. Третя частина — це група збережених надгробків — мацев (орієнтовно 46), що знаходяться на природному підвищенні в північно-східному кутку цвинтаря. Четверта — західна околиця кладовища без наявності регулярних поховань.
Загальна кількість збережених на цвинтарі об'єктів, а саме: вцілілих мацев, їх уламків та просто слідів поховань сягає близько 9700. Із цього числа вцілілими можна вважати лише 5900 мацев, причому кілька сотень із них (приблизно 400—500) лежать просто на землі, або й навіть перетягнені в інше місце (особливо це стосується мацев з граніту чи мармуру). Відповідно кількість уламків та просто слідів поховань становить близько 3800. Проте зрозуміло, що зазначене число зафіксованих об'єктів не вказує на повну кількість поховань, здійснених на цвинтарі. Однозначно, що певна частина надгробків просто зникла без сліду. Правдоподібно, на території пам'ятки могло бути поховано близько 12 тис. людей. Коли ж сюди додати число розстріляних (відомі чотири братські могили) чи просто похованих на території цвинтаря людей в період 1941—1943 рр., то вказана кількість може зрости ще на кілька тисяч.
Цвинтар є цінним тим, що тут поховані представники таких відомих єврейських родин, як наприклад: Бабади (Рабинович), Бенціони, Бернштейни, Біки, Горовіци, Ертери, Калліри, Капеліші, Кахане, Крістіанполєри, Лянди (Ландау), Лєвіни, Марґлійоти (Марголіси), Морґенштерни, Натанзони, Ніренштейни, Остерзецери, Рапопорти, Рокеахи, Цукери, Шапіро, Шори тощо.
Також тут збереглися цікаві зразки різьблених орнаментів на мацевах, зокрема, це зображення падаючого будинку (мацева Меїра Їцхака, 1852), корабля (мацева Мальки Бабад, 1834), левіафанів (мацева Періль Росі Рокеах, 1835), свічника із вікном на задньому плані (мацева Йохевед Цельнікер, 1834), книжкової шафи та письмового столика (мацева Манеса Мордехая, 1836), синагоги, руки Бога, грифа, овець та лимонного дерева (мацева Аврагама Яакова Гільфердінґа, 1834), буряків та овець (мацева Аврагама Евера Брінера, 1837), грифонів (мацева Мордехая, 1836) тощо.
На кладовищі знаходяться дві мацеви, перенесені сюди зі Старого юдейського цвинтаря: мацева родоначальника роду Крістіанполєрів Меїра (1815) і спільна мацева двох жінок: Ханни (1749) та її доньки Байлі (1788).
На захід від цвинтаря у 1994 р. був відкритий Пам'ятник жертвам Голокосту роботи відомого львівського художника та скульптора, вихідця з Брідщини Едуарда Бучинського.
Наказом Міністерства культури від 28.11.2013 р. № 1224 об'єкт було включено до державного реєстру Пам'яток історії та монументального мистецтва місцевого значення (охоронний № 2960 — Лв)

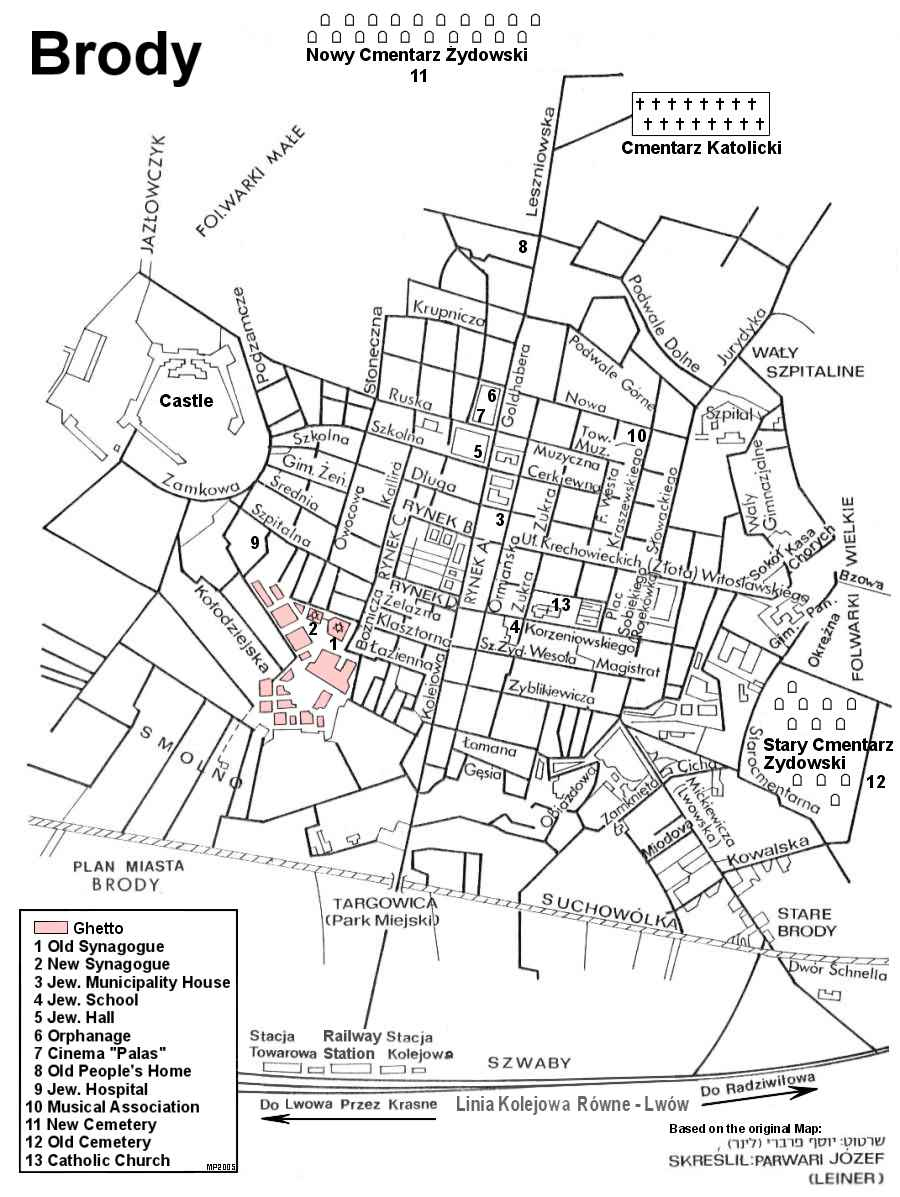
Карта
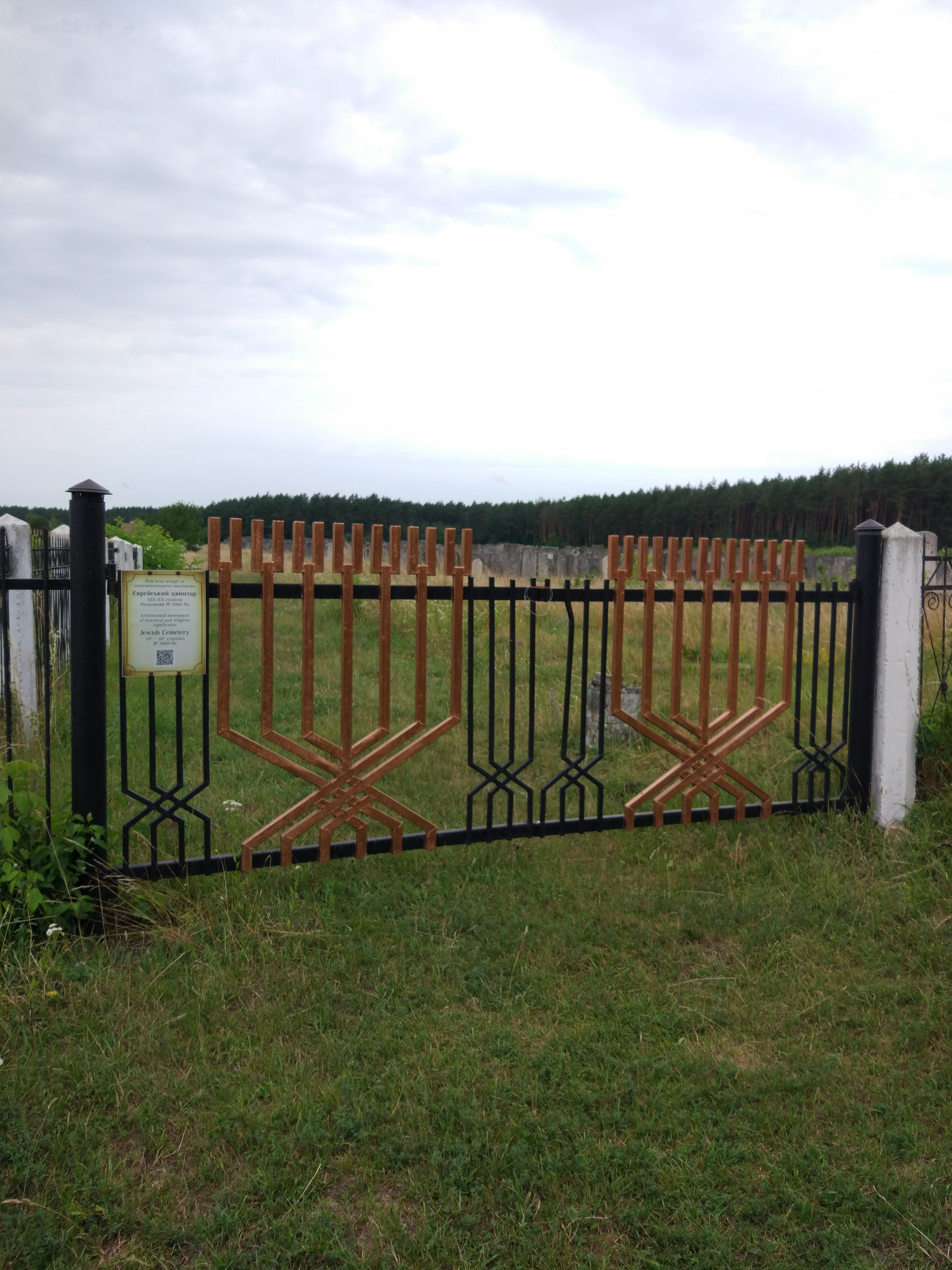
Вхідна брама «нового» єврейського цвинтару
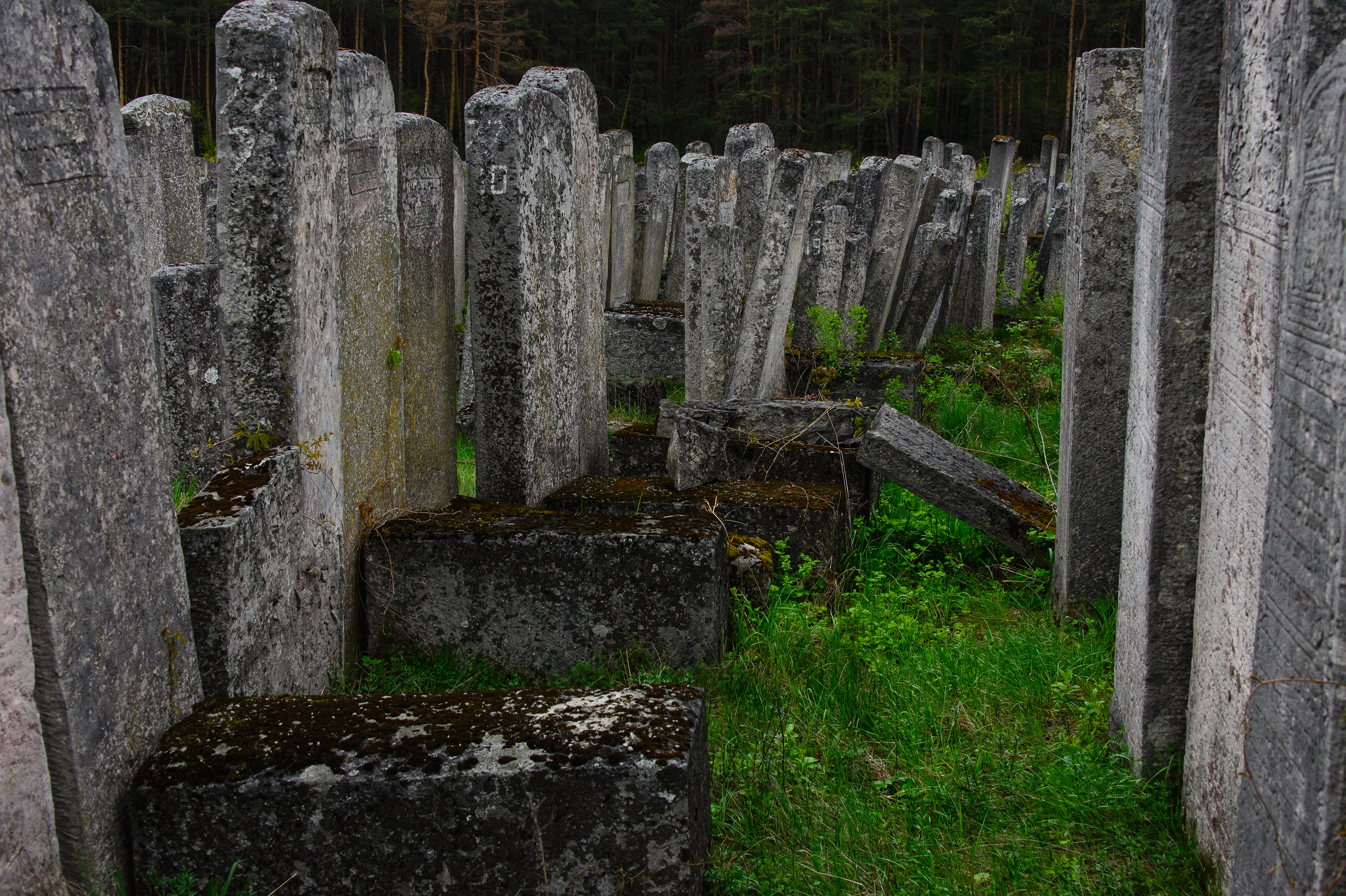
Бродівський кіркут
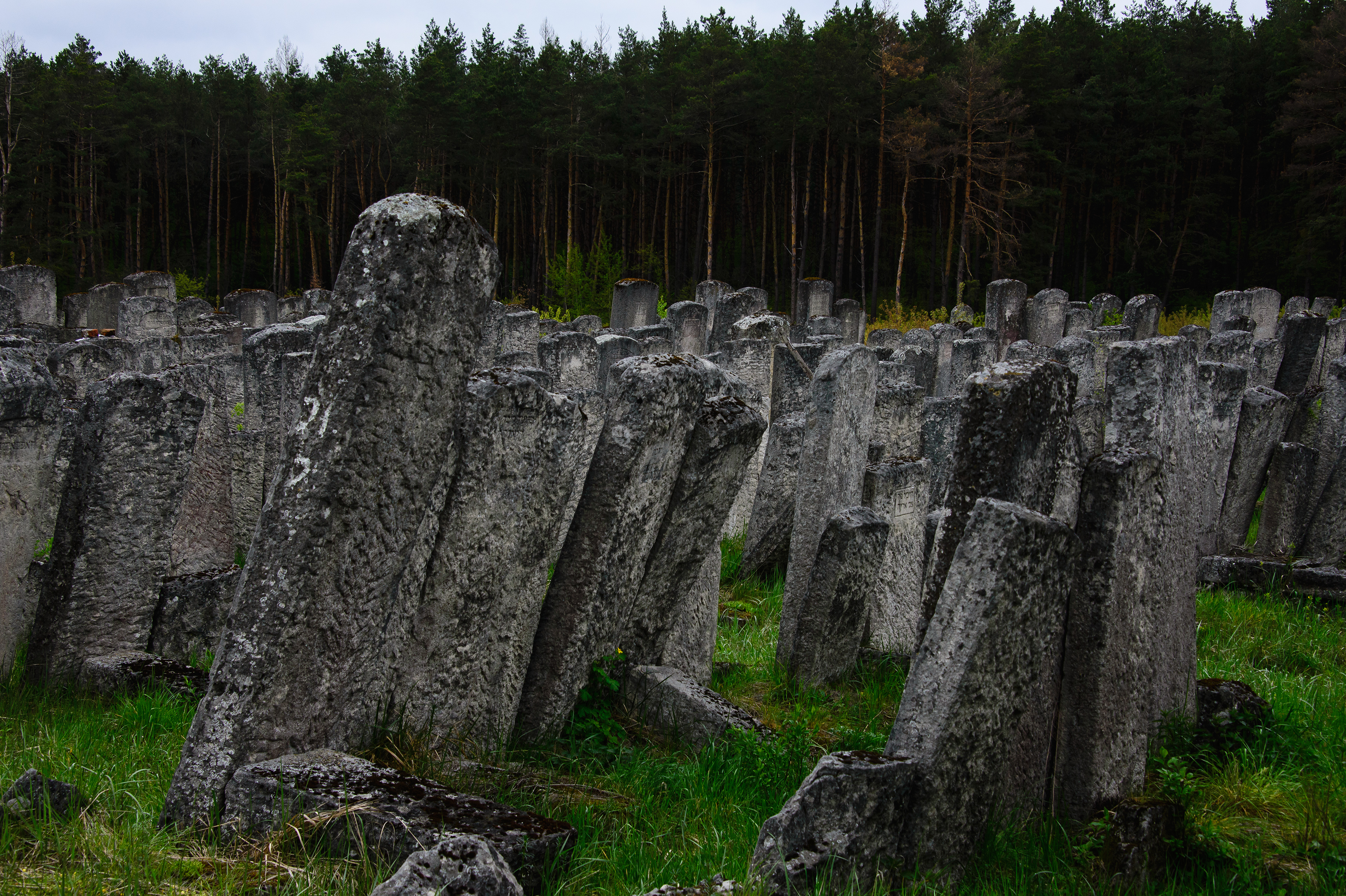
Бродівський кіркут
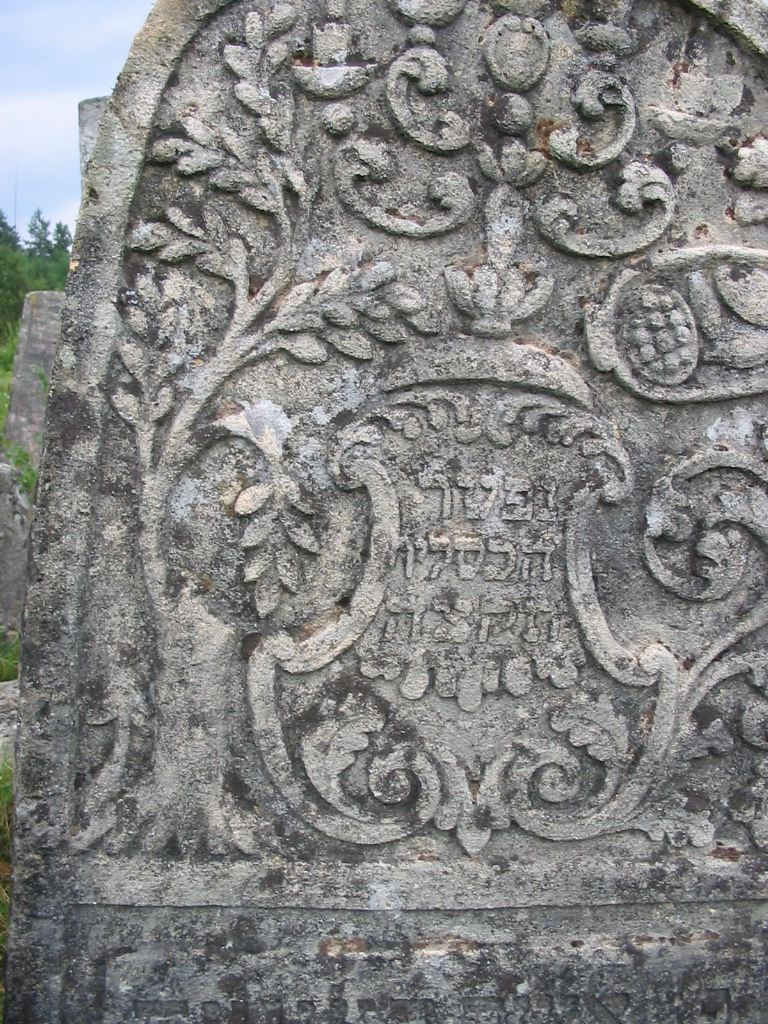
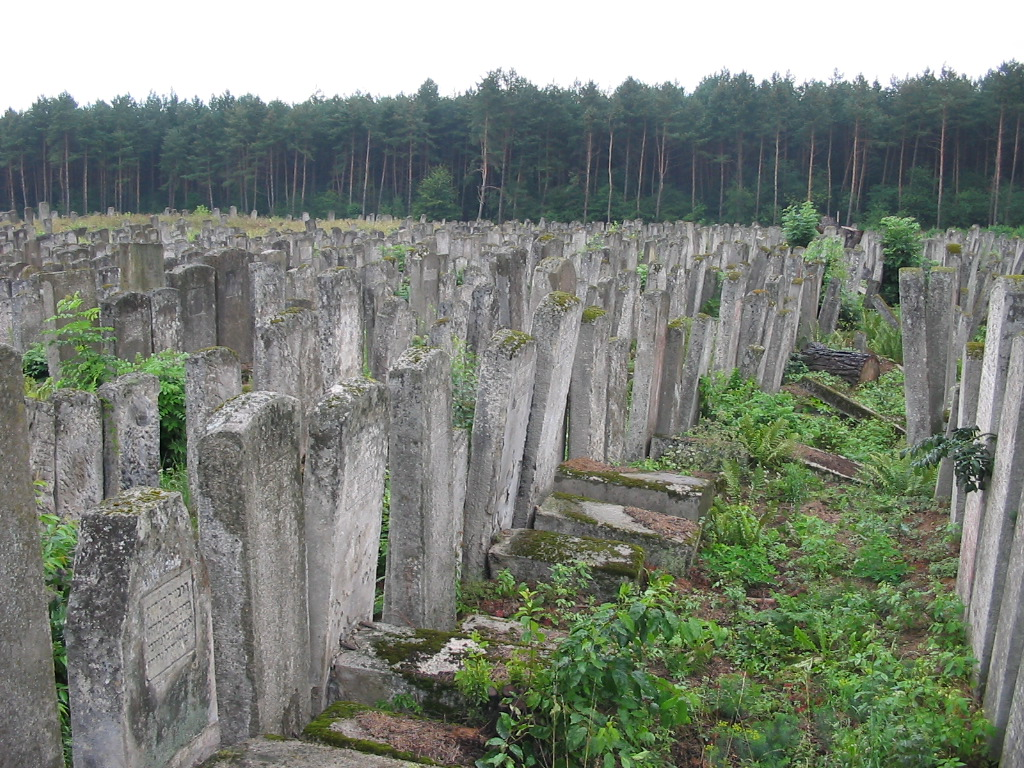
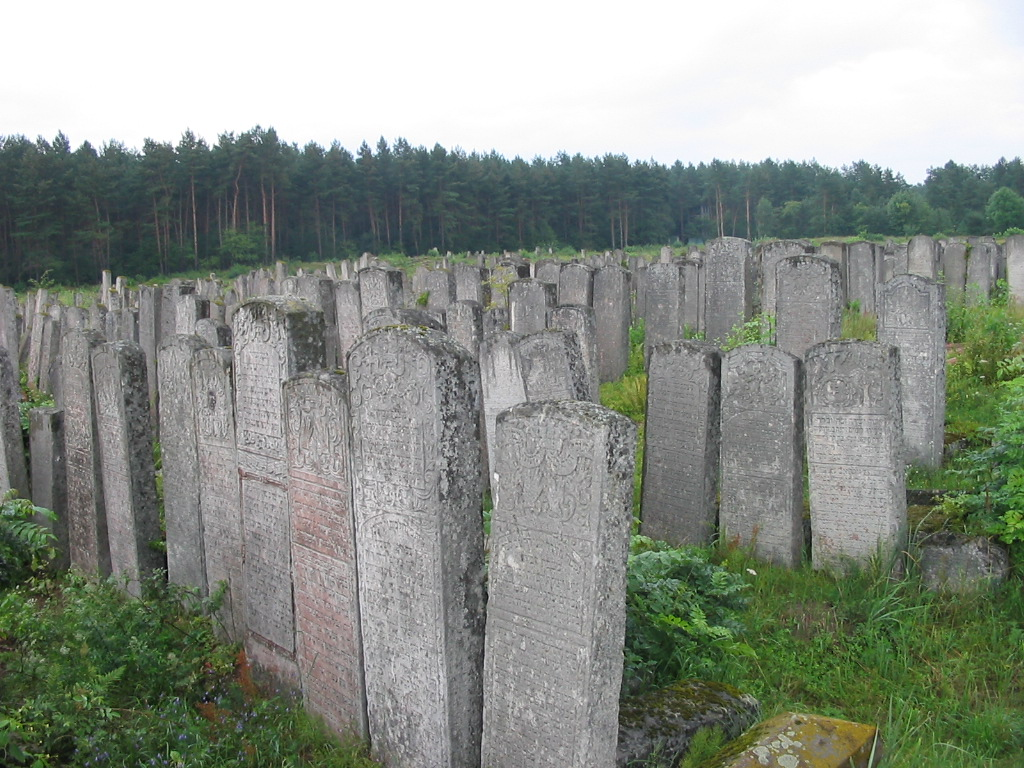
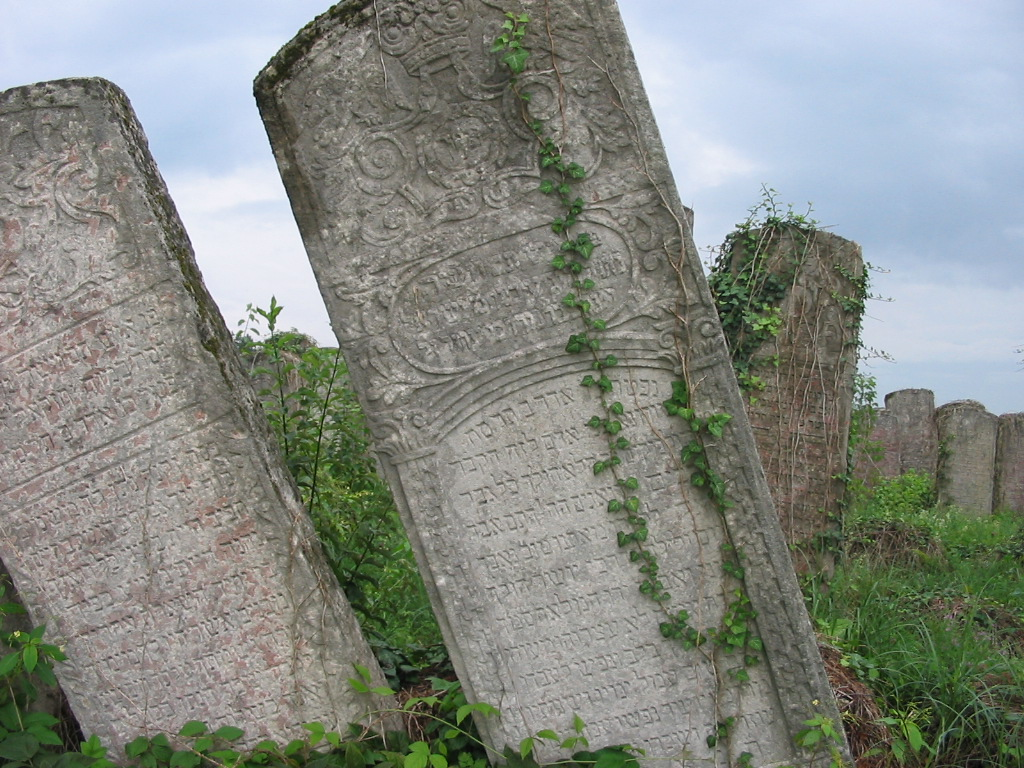
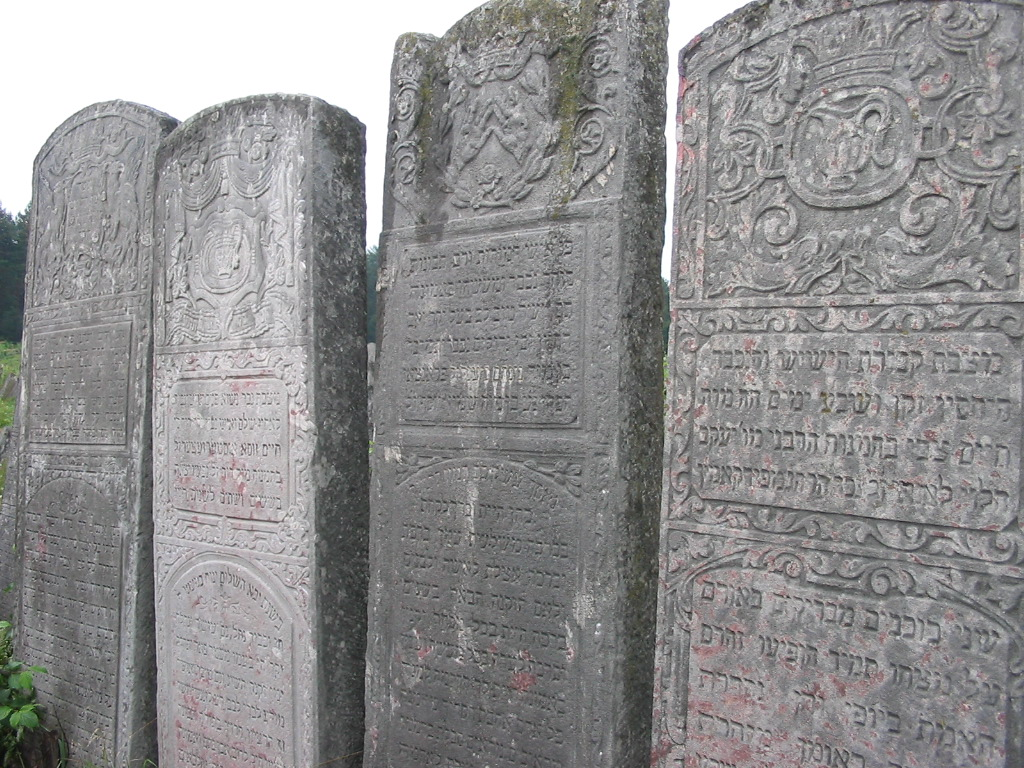
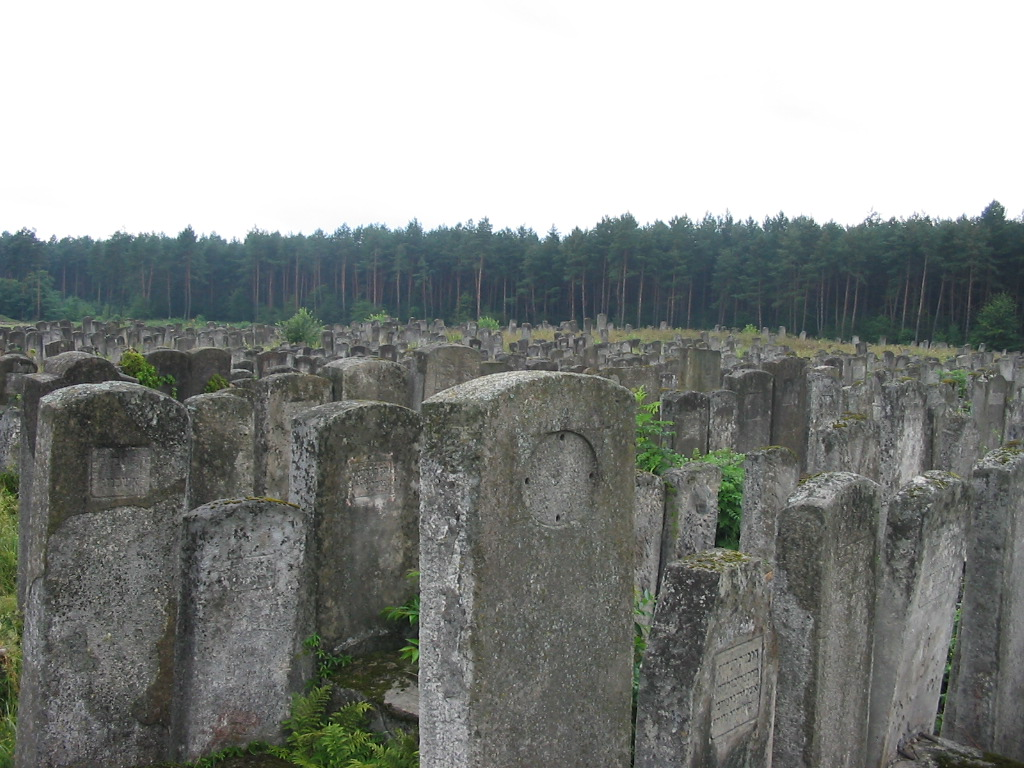
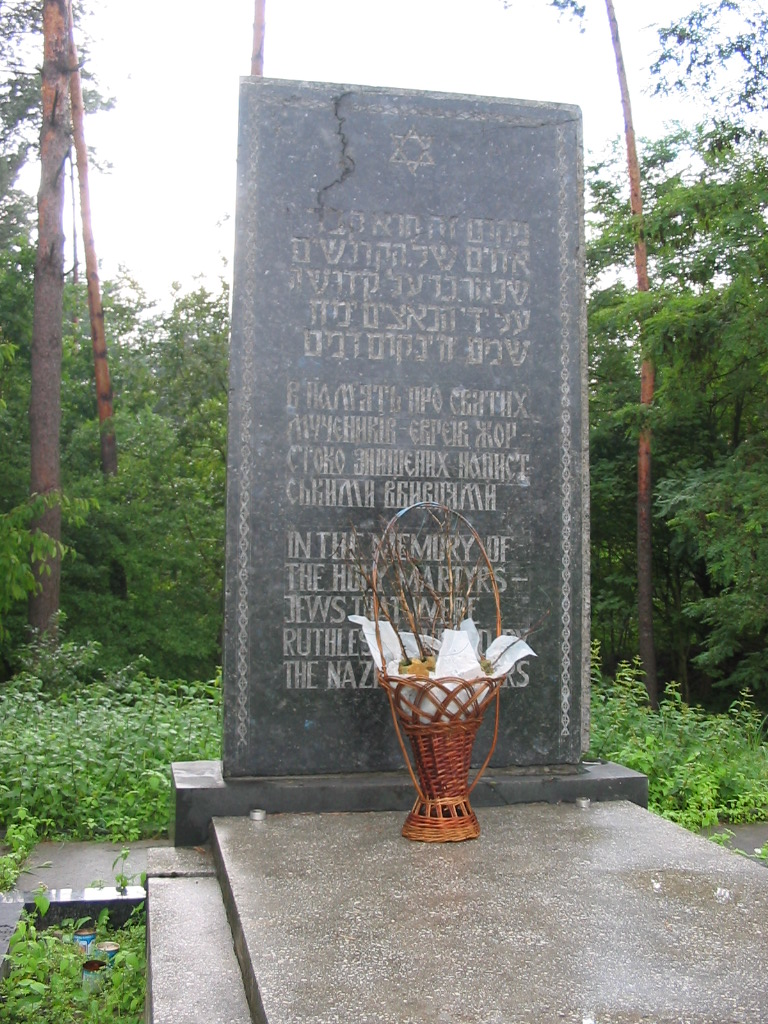
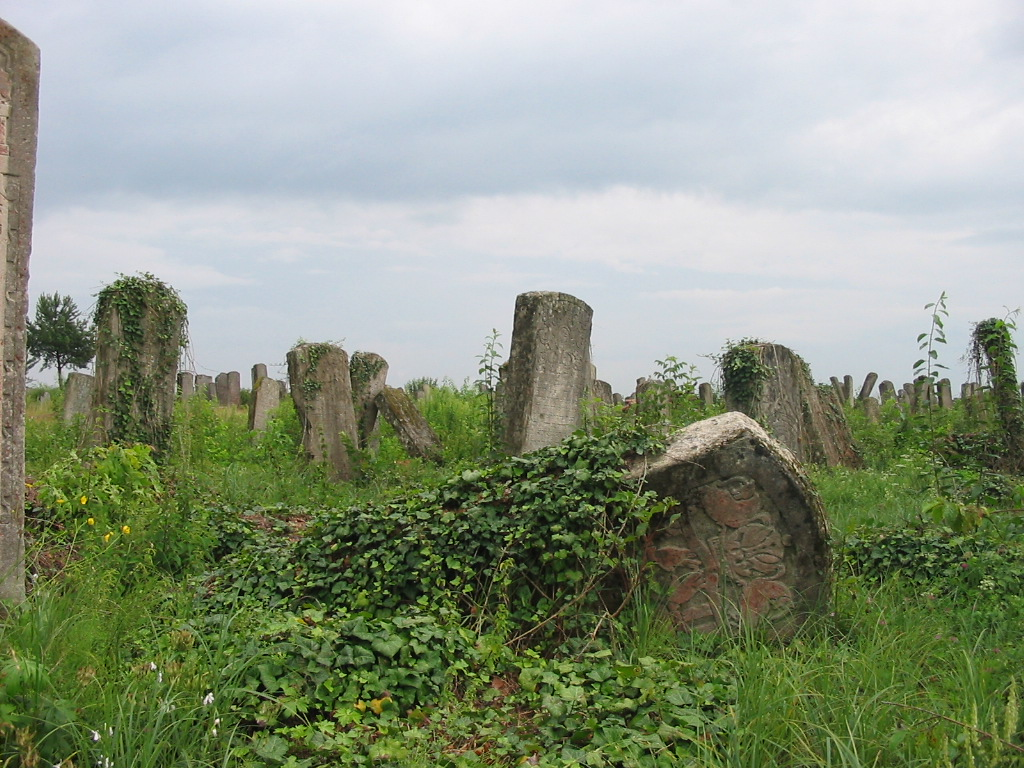
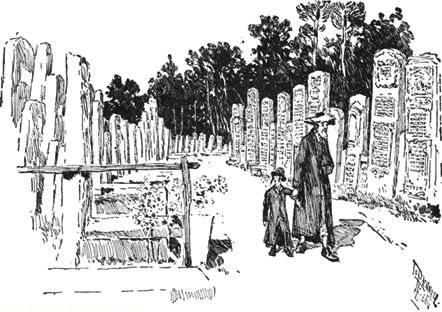
Броди. На єврейському цвинтарі (малюнок Дж. Пеннел кінець XIX ст.)